# Michele Bertucci
Pour les articles homonymes, voir Famille Bertucci et Bertucci.
Michele Bertucci né à Faenza (actif entre v.1493- 6 février 1521) est un peintre italien.

## Biographie
Michele Bertucci est un des fils de Giovanni Battista Bertucci il Vecchio, chef de file d'une famille d'artistes italiens.

## Œuvres

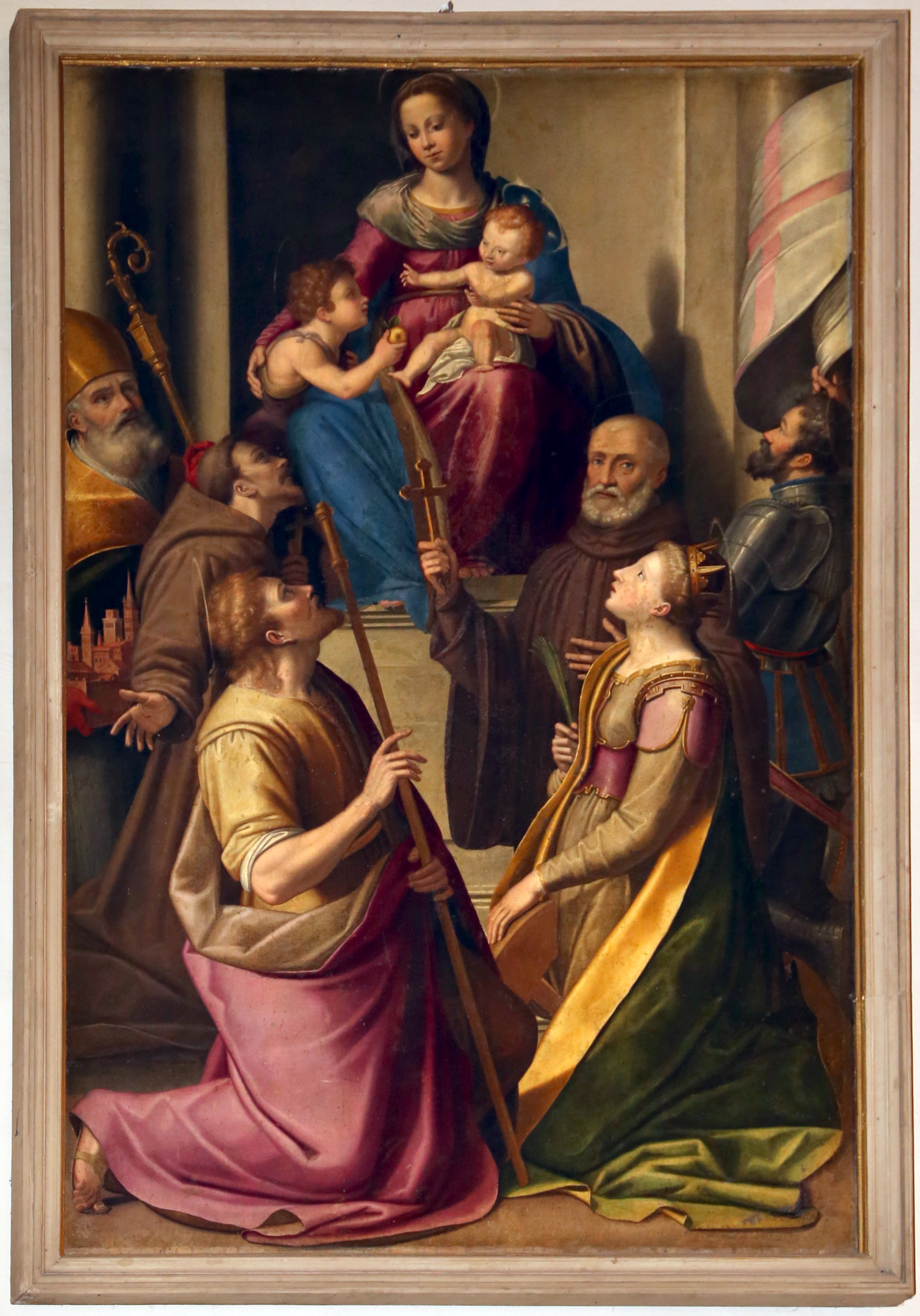
Madonna col Bambino e santi, San Mercuriale, Forlì

- Vierge à l'Enfant entre saint Jérôme et Madeleine, 1520[2].